# 水坑口街

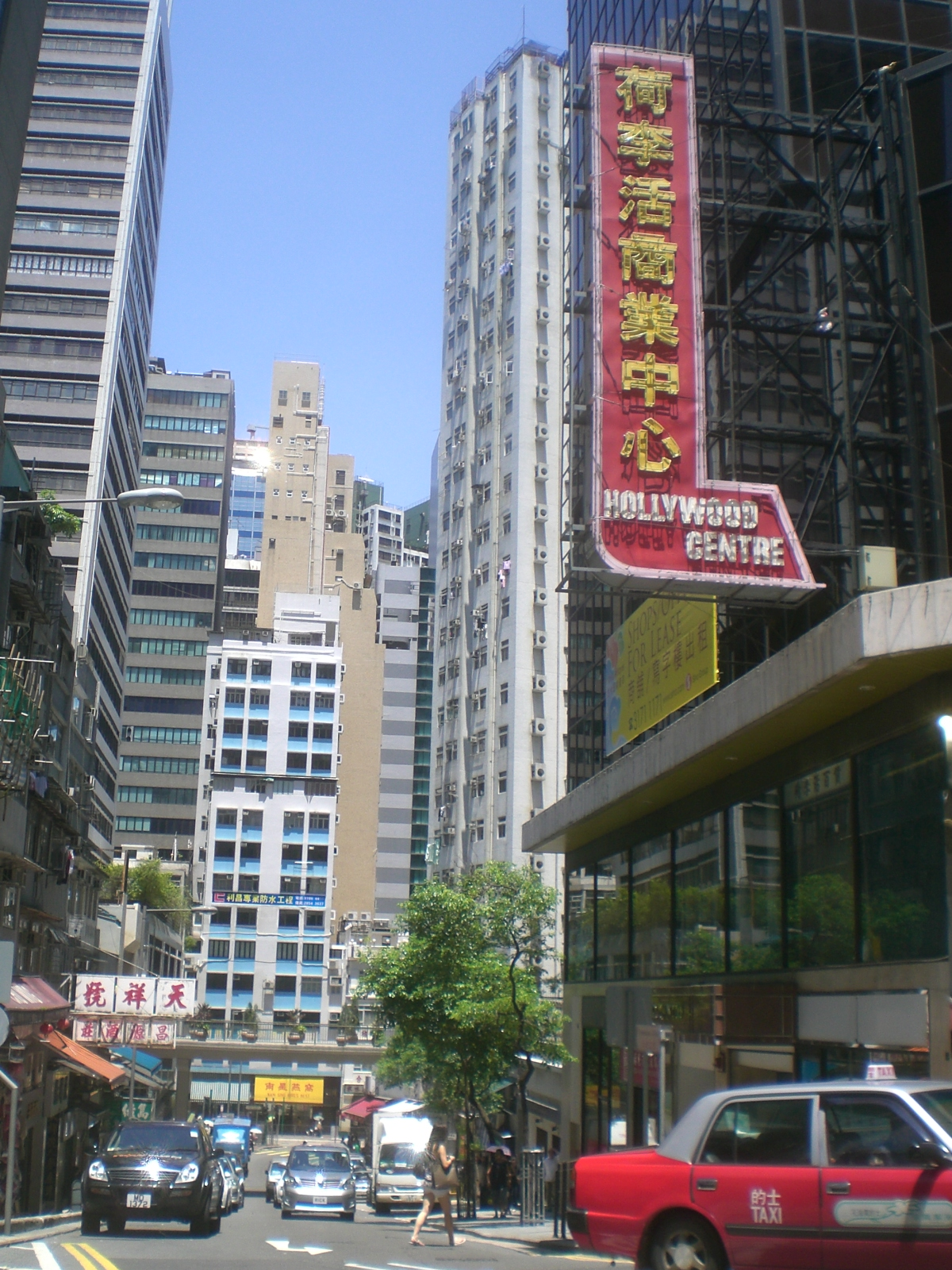
荷李活道北望水坑口街全景

水坑口街（直译：「「屬領」」），前稱波些臣街，位於香港島中西區上環，為香港最古老的街道。水坑口街南接地勢較高的荷李活道，正北壤文咸東街，西北連皇后大道西，東南連皇后大道中。

## 歷史
香港開埠初期，該街道使用譯名波些臣街（ 按1894年香港的街道名冊所記 ）。當1841年1月，英國的義律與清朝欽差大臣琦善私擬訂定《穿鼻草約》，儘管該草約從未為雙方正式簽署，但海軍軍官卑路乍仍率領英軍乘軍艦搶攤登陸香港，英國海軍測量人員早已測定香港西面有一片突出的高地，既平坦又臨海，可用作軍旅紮營，於是命令工兵開闢從海旁到這片高地的道路，以「屬領角」（即水坑口）為之命名，該道路即為今日的水坑口街。而這片高地就是今日位於水坑口街西公園一帶的大笪地。
1841年1月26日，英國遠東艦隊支隊司令伯麥（J. J. G. Bremer）乘高爾合號（HMS Calliope）來港，沿著小路登上香港島西北的一座小山崗，並且正式舉行升旗儀式，宣示主權，又在海面鳴炮，表示正式佔領香港。這條小路成為今天的水坑口街。
水坑口街本來設有妓院，至彌敦任港督期間，把妓院西移至石塘咀，然後改建民居。

## 現況
水坑口街是一條上斜坡的行車街道，全長150米，由北向南，單向單線行車，而該處亦就近港鐵上環站及港澳碼頭，無小巴或巴士路線使用此街，不過有的士及貨車出入。水坑口街上的商店有粵式燒味店、匯豐銀行、蔬菜生果店、衣服乾洗店、香港賽馬會投注站、古玩店、惠康超級市場、以及中環荷李活道彩鴻酒店（前中環麗柏酒店）及鄰近的綠島茶餐廳。

## 圖片

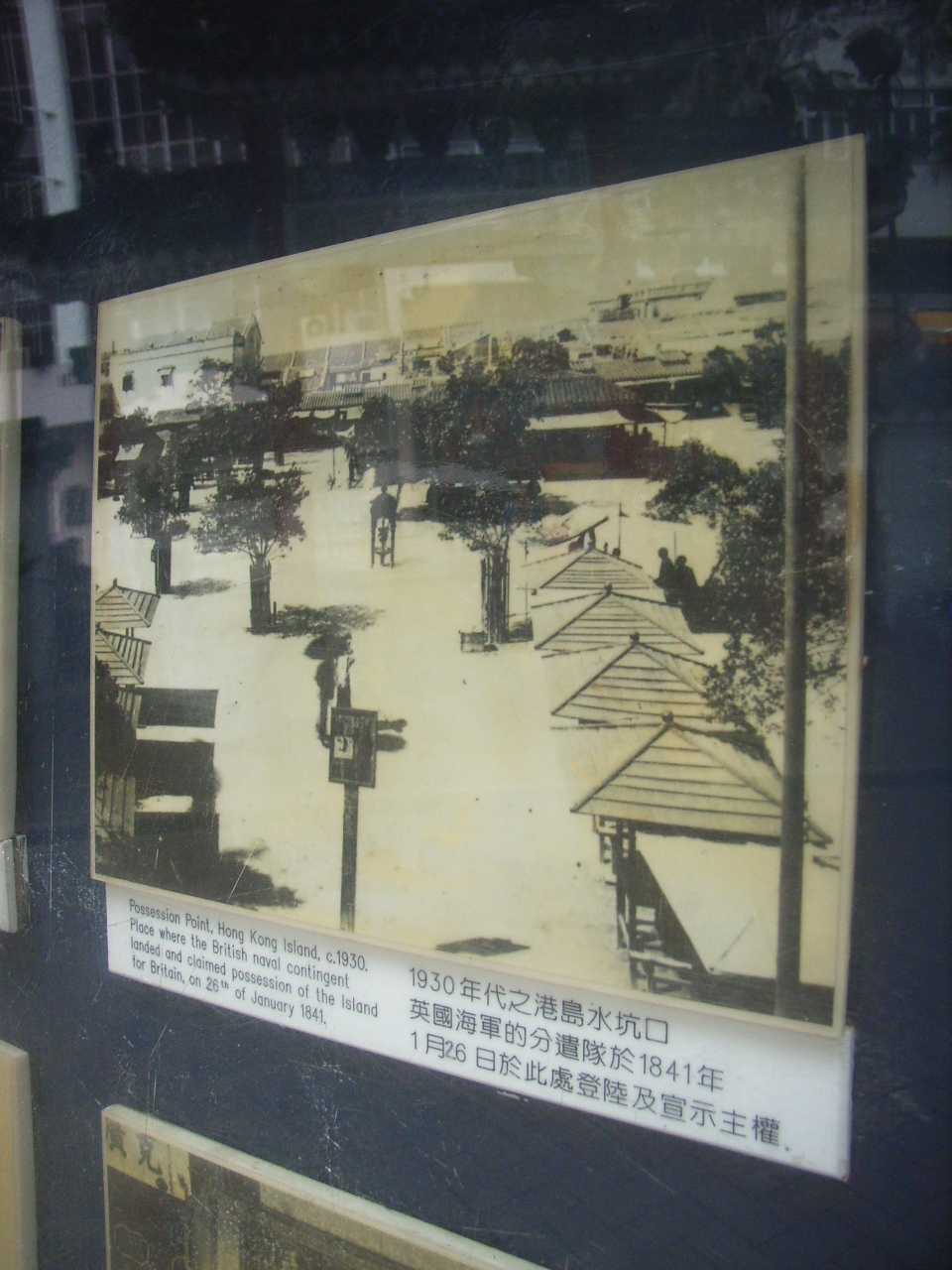
1930年的港島水坑口及歷史圖片
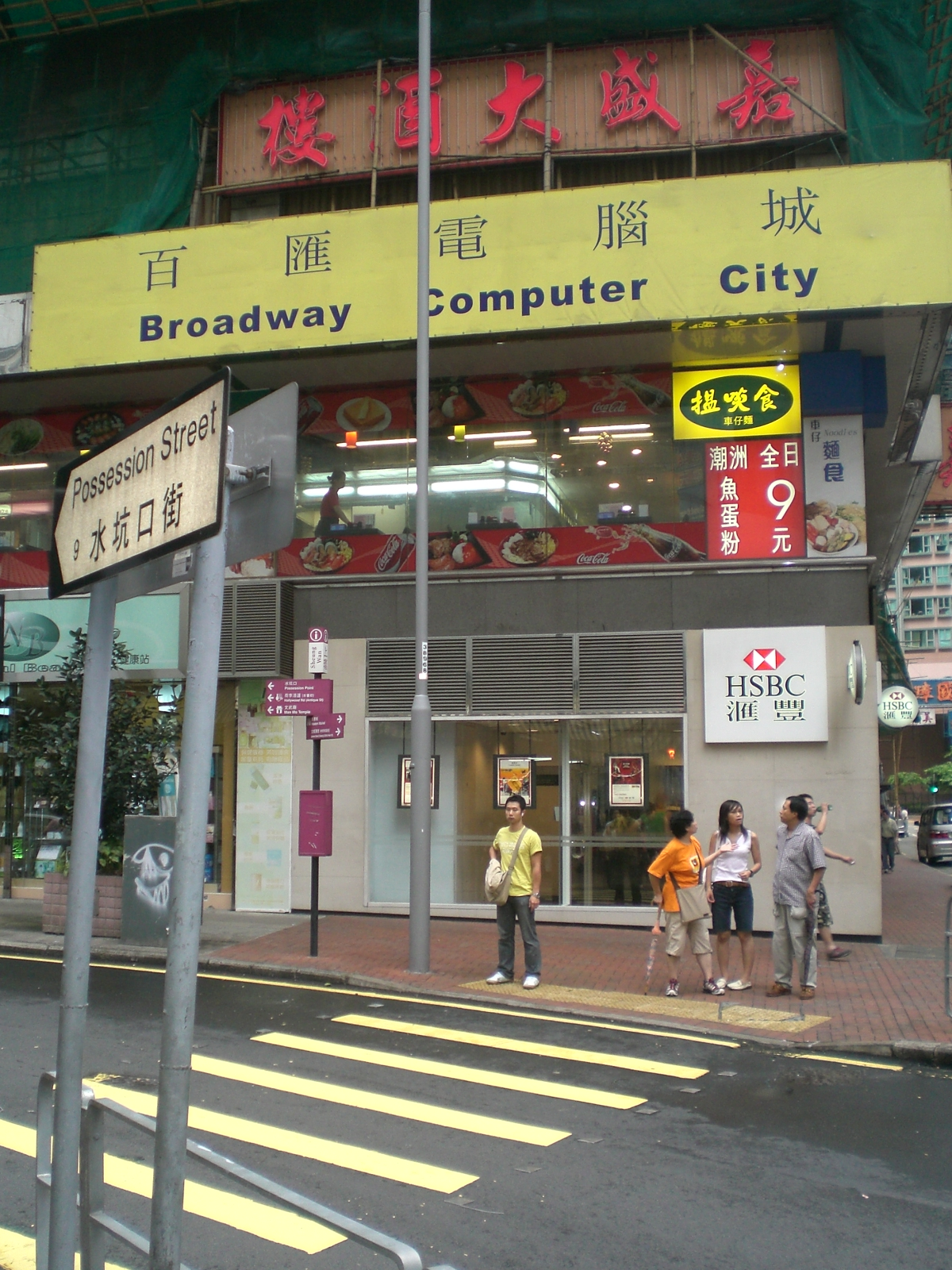
水坑口街是西環和上環的界線[來源請求]

## 外部連結
- 水坑口街地圖 （页面存档备份，存于）
- 【周末藝遊】水坑口街　記載佔領香港史 （页面存档备份，存于） 果籽 蘋果日報. 2015年7月26日

22°17′09″N 114°08′54″E / 22.285965°N 114.148348°E